# Ascensió (escultura)
Ascensió (en francès: Ascension) és el nom de dues escultures realitzades el 1978 i el 1986 respectivament per l'escultor luxemburguès Lucien Wercollier.

## Primera versió
Una primera versió de l'escultura va ser acabada el 1978. Havia estat encarregada pel govern de Luxemburg com un present al Centre Kennedy a Washington, DC. Està realitzada de marbre rosa i es pot trobar a la sala de concerts.

## Segona versió
Vuit anys més tard, el 1986, una segona versió feta de bronze va ser erigida davant de l'ajuntament a Strassen, Luxemburg, sobre un pedestal de granit, que conté el nom de l'escultura i l'artista (Lucien Wercollier). L'escultura està signada com LW 1986.